# Аммен, Джекоб
Джекоб Аммен (англ. Jacob Ammen; 7 января 1806 — 6 февраля 1894) — профессор колледжа и военной академии, гражданский инженер и генерал федеральной армии во время Гражданской войны в США. Его младший брат, Дэниел Аммен, был адмиралом флота ВМС США.

## Ранние годы и карьера
Аммен родился в городе Финкастл, штат Вирджиния, но ещё в детстве вместе с семьёй переехал в Джорджтаун, штат Огайо, где учился в школе. В 1827 году он поступил в Военную академию США, которую закончил 12-м по успеваемости в выпуске 1831 года, и стал вторым лейтенантом 1-го артиллерийского полка. С октября 1831 по июнь 1832 служил в академии ассистентом профессора математики, с июня по август 1832 - ассистентом инструктора пехотной тактики, затем служил в гарнизоне Чарльстонской гавани (во время нуллификационного кризиса), служил в форте Трамбалл (1833 - 1834), снова вернулся в академию, где преподавал математику с октября 1834 по август 1836 года.
3 мая 1836 года получил звание первого лейтенанта. С августа 1836 по ноябрь 1837 преподавал в академии натуральную и Экспериментальную философию.
Также служил инструктором и капитаном в Джорджтаунском ополчении.
30 ноября 1837 года Аммен покинул регулярную армию.
Уйдя из армии, преподавал математику в колледжах в штатах Кентукки и Миссури. С 1840 по 1843 годы был деканом факультета математики в Университете Индианы. Позже снова преподавал в Кентукки и Миссури, прежде, чем переехал в Рипли, штат Огайо в ноябре 1855 года, чтобы работать инженером-строителем.

## Гражданская война
Через неделю после бомбардировки Конфедератами форта Самтер в апреле 1861 года, присоединился к федеральной армии и 18 апреля стал капитаном 12-го Огайского пехотного полка. 2 мая получил звание подполковника добровольческой армии США.
22 июня 1861 года Аммен стал полковником 24-го Огайского пехотного полка. Полк проходил тренировку в лагере Кэмп-Чейз, после чего в июле 1861 года был направлен в западную Вирджинию, где принял свой первый бой в сражении при Чит-Маунтин.
Направленный на Западный театр военных действий, командовал бригадой Огайской армии в сражении у Шайло и Осаде Коринфа. Был назначен бригадным генералом 16 июля 1862 года. В августе принял под свою команду дивизию Уильяма Нельсона, которому дали новое назначение и послали защитить Ричмонд, штат Кентукки.
Из-за ухудшения здоровья около года выполнял административные обязанности, командуя лагерем Кэмп-Дуглас в начале 1863 года, а также другими федеральными гарнизонами. В конце 1863 года возвратился на фронт и командовал 4-й дивизией XXIII Корпуса. В сентябре 1864 его подразделения в количестве 800 человек заблокировала жизненно важную железную дорогу между Вирджинией и Теннесси в Буллс-Гэп, во время набега Стивена Бёрбриджа на Солтвилл. 14 января 1865 года незадолго до конца войны Аммен ушёл в отставку и возвратился домой.

## Карьера после войны
Был инспектором и инженером-строителем в округе Гамильтон (штат Огайо). Купил ферму под Белтсвиллем (штат Мэриленд) в 1872 году. Два года спустя он был занимался прокладкой возможных маршрутов для планируемого Панамского канала. Служил в «попечительском совете» в Вест-Пойнте в 1875 году. Затем переехал в Вайоминг, Огайо, под Цинциннати.
Ослепнув в пожилом возрасте, переехал с сыном в Локленд, Огайо, в 1891 году, где умер три года спустя в возрасте 87 лет. Похоронен на кладбище Спринг-Гроув-Семетери в Цинциннати.